# Jonas Furrer
Jonas Furrer (Winterthur ZH, Suiza, 3 de marzo de 1805 -  Bad Ragaz, Suiza, 25 de julio de 1861) fue un político suizo, miembro del Partido Radical Democrático Suizo y "fundador" del Consejo Federal de Suiza desde el 21 de noviembre de 1848.

## Carrera política
De 1834 a 1839 es elegido al Gran Consejo del cantón de Zúrich. Luego es elegido al Consejo de Estado (ejecutivo cantonal) de Zúrich en el que es elegido presidente en 1845. En 1847 forma parte de la comisión designada para encontrar una solución pacífica a la crisis del Sonderbund. Tras la Guerra del Sonderbund, es elegido al Consejo de los Estados por el cantón de Zúrich. Allí participa en la redacción de la nueva Constitución federal. El 16 de noviembre de 1848 es elegido como primer miembro del Consejo Federal, del que fue también su primer presidente.
Furrer asume la presidencia de la Confederación en 1848 y 1849, 1852, 1855 y 1858. Durante su mandato ocupa sucesivamente:
- Departamento político (1848–1849)
- Departamento de Justicia y Policía  (1850–1851)
- Departamento político (1852)
- Departamento de Justicia y Policía (1853–1854)
- Departamento político (1855)
- Departamento de Justicia y Policía (1856–1857)
- Departamento político (1858)
- Departamento de Justicia y Policía (1859–1861)